# Увереност
Увереността е състояние на яснота, хипотезата или прогнозата, че избраният начин на действие е най-добрият или най-ефективният. Свръхувереността или самонадеяността е прекомерна вяра в някой (или нещо) да успее, без никакво отношение към провала. Увереността може да бъде самоизпълняващо се пророчество, тъй като тези без нея може да се провалят или да не опитат, защото им липсва, а тези с нея може да успеят, защото я имат, а не поради вродена способност.
Социалните психолози са открили, че самочувствието (увереността в себе си) е свързано с други психологически променливи в отделните индивиди, включително спестяване на пари, как индивидите упражняват влияние върху другите и отговорността като ученик. Маркетинговите изследователи са открили, че общото самочувствие на дадено лице е негативно свързано с нивото му на тревожност.
Към юношеството младежите, които имат малък контакт с приятели, са склонни да имат ниско самочувствие. Успешното представяне на децата в музиката също повишава чувството за самочувствие, както и мотивацията за учене.